# عبد العزيز إبراهيم
عبد العزيز إبراهيم هو سياسي نيجيري، ولد في 1957 في ترابة في نيجيريا. نشط حزبياً في حزب الشعب الديمقراطي. وقد انتخب عضو مجلس الشيوخ في نيجيريا ‏.